# 守鳃蛇鳗属
守鳃蛇鳗属（学名：Pylorobranchus），鳗鲡目蛇鳗科油鳗亚科（尾蛇鳗亚科）的一属，分布于台湾和菲律宾海域。学名源自希腊语“看门人”（πυλωρός，pylorus）和“鳃”（βράγχια，branchos），指本属蛇鳗的鳃孔前方具有一叶状结构这一特征。

## 物种
本属目前包含以下2种：
- 赫氏守鳃蛇鳗 Pylorobranchus hearstorum  McCosker, 2014
- 何氏守鰓蛇鰻 Pylorobranchus hoi McCosker, Loh, Lin & Chen，2012